# Ban Robertson

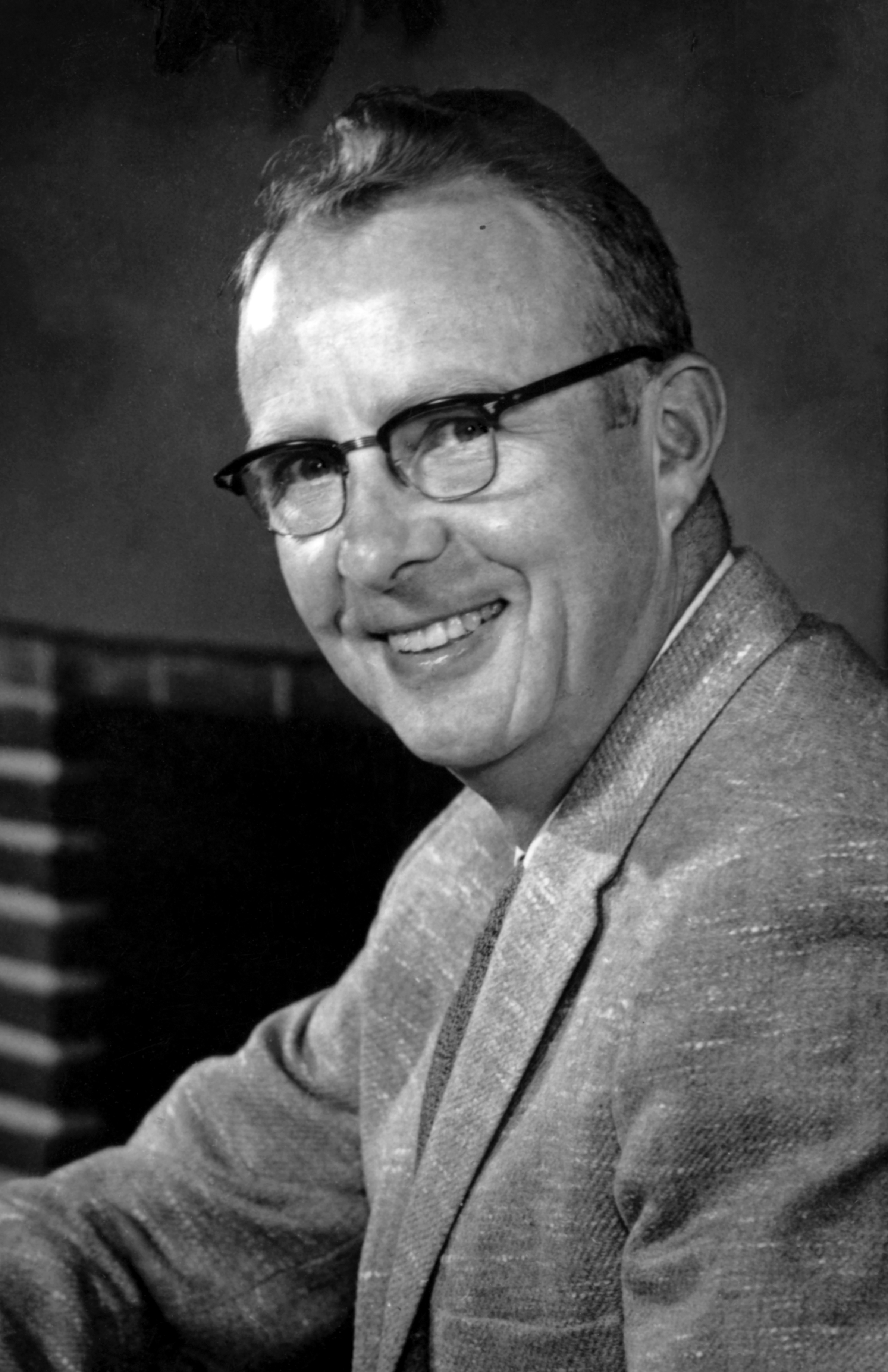
Thành viên Ban Robertson Luis Alvarez.

Ban Robertson là một ủy ban khoa học đã họp vào tháng 1 năm 1953 do Howard P. Robertson đứng đầu. Ban này nảy sinh từ một khuyến nghị dành cho Ủy ban Cố vấn Tình báo (IAC) vào tháng 12 năm 1952 từ sự đánh giá của Cơ quan Tình báo Trung ương (CIA) về cuộc điều tra vật thể bay không xác định của Không quân Mỹ, Dự án Blue Book. Bản thân CIA đã xem xét các báo cáo rộng rãi về vật thể bay không xác định, đặc biệt là ở khu vực Washington, D.C. trong mùa hè năm 1952.
Ban nhận được thông báo về các hoạt động quân sự và tình báo của Mỹ; do đó báo cáo ban đầu được xếp loại Bí mật. Sau đó được giải mật, báo cáo của Ban Robertson kết luận rằng UFO không phải là mối đe dọa trực tiếp đối với an ninh quốc gia, nhưng có thể gây ra mối đe dọa gián tiếp bằng cách áp đảo các liên lạc quân sự tiêu chuẩn do sự quan tâm của công chúng đối với chủ đề này. Hầu hết các báo cáo về UFO, họ kết luận, có thể được giải thích là nhầm lẫn các vật thể trên không bình thường, và rất có thể, thiểu số còn lại có lẽ đều được giải thích tương tự với nghiên cứu tiếp theo.
Ban Robertson khuyến nghị nên thực hiện một chiến dịch giáo dục công cộng để giảm bớt sự quan tâm của công chúng đối với chủ đề này, giảm thiểu rủi ro trong những hệ thống phòng không với các báo cáo vào thời điểm quan trọng và các nhóm UFO dân sự cần được đặt dưới sự giám sát. Báo cáo của Ban Robertson có trong báo cáo CIA nội bộ lớn hơn của F C Durant, một nhân viên CIA, từng là Thư ký cho Ban Robertson, trong đó tóm tắt các hoạt động và kết luận của ban này. Tài liệu rộng hơn này thường được gọi là Báo cáo Durant.

## Bối cảnh cho sự hình thành của Ban Robertson
Năm 1952, đã có sự gia tăng đáng kể số lượng báo cáo UFO mà dự án Blue Book của Không quân Mỹ (USAF), nhận được, được giao nhiệm vụ điều tra các báo cáo như vậy vào thời điểm đó. Làn sóng này bao gồm các sự cố được báo cáo rộng khắp ngay trên Washington DC vào tháng Bảy, vào cuối tuần 19-20 và 26-27. Nhà sử học CIA Gerald Haines lưu ý "Một sự tích tụ lớn những trường hợp chứng kiến UFO trên khắp nước Mỹ vào năm 1952, đặc biệt là vào tháng 7, đã báo động cho chính quyền Truman. Vào ngày 19 và 20 tháng 7, màn hình radar ở Sân bay Quốc gia Washington và Căn cứ Không quân Andrews theo dõi những đốm sáng bí ẩn. Vào ngày 27 tháng 7, các đốm sáng xuất hiện trở lại. Không quân đã cho cất cánh máy bay đánh chặn để điều tra, nhưng họ không tìm thấy gì. Tuy vậy, sự cố này vẫn trở thành tiêu đề tờ báo trên cả nước. Nhà Trắng muốn biết chuyện gì đang xảy ra...". Tham khảo về sự quan tâm của Nhà Trắng phù hợp với một cuộc gọi điện thoại của Đại úy (sau này là Thiếu tá) Edward J. Ruppelt, Giám đốc Dự án Blue Book lúc đó, nhận được từ Chuẩn tướng Landry, Trợ lý quân sự của Truman, vào ngày 28 tháng 7, tìm hiểu nguyên nhân của các báo cáo của Washington những ngày trước.
Trong một biên bản ngày 29 tháng 7 năm 1952 gửi cho Phó Giám đốc Tình báo, Quyền Trợ lý Giám đốc Tình báo Khoa học Ralph Clark đã nhận xét; "Trong vài tuần qua, một số radar và hình ảnh của các vật thể không trung không xác định đã được báo cáo. Mặc dù văn phòng này đã duy trì đánh giá liên tục các trường hợp nhìn thấy như vậy trong ba năm qua, một nhóm nghiên cứu đặc biệt đã được thành lập để xem xét chủ đề này đến nay. D/CI sẽ tham gia nghiên cứu với D/SI và một báo cáo sẽ sẵn sàng vào ngày 15 tháng 8."  Đây là hồ sơ sớm nhất về nghiên cứu của CIA dẫn đến Ban Robertson.
Nguồn gốc chính xác của quyết định thiết lập đánh giá là không rõ ràng. Một tuyên bố rằng nghiên cứu được bắt đầu bởi lời đề nghị của Tổng thống cho Hội đồng An ninh Quốc gia (NSC) dường như là không chính xác. Không có cuộc họp nào của NSC được tổ chức vào các ngày có liên quan  và Tổng thống đã ở Kansas vào ngày 27 và 28 tháng 7, nghỉ ngơi sau khi tham dự hội nghị của Đảng Dân chủ vào ngày 26. Biên bản Ralph L Clark ngày 29 tháng 7 có một dòng ghi chú liên quan đến cuộc họp, "OSI:FCD:RLC mtw (28July52)" xuất hiện để chỉ ra cuộc họp ngày 28 tháng 7 năm 1952 giữa F C Durant và Clark về chủ đề này. Do đó, quyết định khởi xướng nghiên cứu CIA dường như đã được đưa ra vào khoảng ngày 28 tháng 7, mặc dù D/CI (Giám đốc Tình báo Trung ương) tham gia vào nghiên cứu và tham khảo của Haines về sự quan tâm của Nhà Trắng cho thấy rằng cuộc họp FCD:RLC không phải chính nó mới là điểm quyết định chính thức. Quyết định này dường như là một quyết định có hiệu lực được đưa ra bên ngoài các cấu trúc chính thức như các cuộc họp của NSC, như thường thấy đối với các vấn đề khẩn cấp.
Các nhà phân tích của CIA tỏ ra hoài nghi về khả năng một số báo cáo về UFO có thể đại diện cho các vật thể ngoài trái đất hoặc các vật thể sản xuất trên mặt đất (của Mỹ hoặc Nga), ủng hộ giả thuyết rằng các báo cáo không xác định hiện nay là nhận dạng nhầm các vật thể thông thường hoặc hiện tượng tự nhiên. Trong một bài báo CIA nội bộ ngày 19 tháng 8 năm 1952, nhà phân tích lưu ý:

"Khi tóm tắt cuộc thảo luận này, tôi sẽ nói lại rằng ba lý thuyết chính trong việc giải thích các hiện tượng này, - một sự phát triển của Mỹ, một sự phát triển của Nga và các tàu không gian - bằng chứng thực tế hoặc logic rất mạnh mẽ chống lại chúng mà chúng bảo đảm hiện tại không khác gì sự cân nhắc mang tính suy đoán. Tuy nhiên, điều quan trọng là có nhiều người tin vào chúng và sẽ tiếp tục làm như vậy bất chấp mọi tuyên bố chính thức có thể được đưa ra. Toàn bộ sự việc này đã chứng minh rằng có một tỷ lệ đầy hứa hẹn trong dân số của chúng ta có thể trạng về mặt tinh thần để chấp nhận điều khó tin này. Do đó, chúng ta phải tính đến hai điểm nguy hiểm, trong tình hình căng thẳng quốc tế, dường như có ý nghĩa An ninh Quốc gia."

Nhà phân tích tiếp tục lưu ý sự vắng mặt của đề tài này trên báo chí Liên Xô, mà nó cảm thấy chỉ có thể đại diện cho một vị trí chính sách và nhấn mạnh "câu hỏi tại sao và liệu những cảnh tượng này có thể được sử dụng từ góc nhìn chiến tranh tâm lý hay không của quan điểm hoặc tấn công hoặc phòng thủ. Không quân nhận thức được điều này và đã điều tra một số nhóm dân sự từng xuất hiện để theo dõi đối tượng. Một - Ủy ban Đĩa bay Dân sự ở California có nguồn vốn đáng kể, ảnh hưởng mạnh mẽ đến chính sách biên tập của một số tờ báo và có các nhà lãnh đạo có mối liên hệ dễ gây nghi ngờ. Không quân đang theo dõi tổ chức này vì sức mạnh của nó hòng chạm vào chứng cuồng loạn và hoảng loạn. Có lẽ chúng ta, từ quan điểm tình báo, nên theo dõi bất kỳ dấu hiệu nào cho thấy những nỗ lực của Nga nhằm lợi dụng sự cả tin của người Mỹ hiện nay.

Khoảnh khắc lớn hơn nữa là mối nguy hiểm thứ hai. Hệ thống cảnh báo trên không của chúng ta chắc chắn sẽ luôn phụ thuộc vào sự kết hợp giữa quét radar và quan sát trực quan. Chúng ta cho Nga có khả năng triển khai một cuộc tấn công trên không chống lại chúng ta, nhưng tại bất kỳ thời điểm nào hiện tại, có lẽ có hàng tá trường hợp không xác định chính thức cộng với nhiều vụ không chính thức. Tại thời điểm bị tấn công, trên cơ sở tức thì, chúng ta sẽ phân biệt phần cứng với bóng ma như thế nào?"
Những mối quan tâm song sinh này – tiềm năng cho chiến tranh tâm lý và quá tải các hệ thống phòng không, đã được chính thức hóa trong một biên bản dành cho Giám đốc Tình báo Trung ương, Tướng Walter Bedell Smith vào ngày 11 tháng 9 năm 1952. Biên bản này lưu ý rằng mặc dù nghiên cứu của Không quân tỏ ra xứng đáng trong từng trường hợp, nhưng nó không giải quyết được câu hỏi cơ bản hơn về việc cho phép xác định các báo cáo tích cực nhanh chóng; "... nghiên cứu không cố gắng giải quyết khía cạnh cơ bản hơn của vấn đề là xác định chắc chắn bản chất của các hiện tượng khác nhau gây ra những trường hợp này, hoặc khám phá phương tiện mà những nguyên nhân này và hiệu ứng hình ảnh và điện tử của chúng có thể được xác định ngay lập tức. Hội đồng tư vấn của chúng ta tuyên bố rằng những giải pháp này có thể sẽ được tìm thấy bên lề hoặc vượt ra ngoài biên giới của hiện tượng hiện tại của chúng ta". Biên bản tiếp tục đưa ra các khuyến nghị:
a. Giám đốc Tình báo Trung ương tư vấn cho Hội đồng An ninh Quốc gia về ý nghĩa an ninh vốn có trong vấn đề đĩa bay với yêu cầu, dưới thẩm quyền điều phối theo luật định của mình, Giám đốc Tình báo Trung ương được trao quyền thành lập thông qua các cơ quan thích hợp, trong hoặc không thuộc Chính phủ, việc điều tra và nghiên cứu cần thiết để giải quyết vấn đề xác định tích cực ngay lập tức "vật thể bay không xác định".

b. CIA, thuộc trách nhiệm được giao và hợp tác với ban chiến lược tâm lý ngay lập tức điều tra việc sử dụng các hiện tượng có thể gây khó chịu hoặc mang tính chất phòng thủ cho các mục đích chiến tranh tâm lý và chống lại Hoa Kỳ, tư vấn cho các cơ quan bị buộc tội về an ninh nội bộ của Hoa Kỳ về bất kỳ phát hiện thích hợp nào ảnh hưởng đến phạm vi trách nhiệm của họ.

c. Trên cơ sở các chương trình nghiên cứu này, CIA triển khai và đề nghị Hội đồng An ninh Quốc gia áp dụng chính sách thông tin công cộng sẽ giảm thiểu nguy cơ gây hoảng loạn.
Tuy nhiên, vào ngày 13 tháng 10 năm 1952, một biên bản từ Trợ lý Giám đốc Điều phối Tình báo, James Reber gửi cho Phó Giám đốc Tình báo đã lập luận rằng nghiên cứu cơ bản về câu hỏi nhận dạng tích cực là trách nhiệm của Bộ Quốc phòng và trong khi điều tra kiến thức của Liên Xô về hiện tượng này là "mối quan tâm hàng đầu" đối với CIA thì nó "còn quá sớm để xem xét tình trạng hiện tại trong sự hiểu biết của chúng ta về Đĩa bay cho các nhà hoạch định chiến tranh tâm lý để bắt đầu kế hoạch làm thế nào Hoa Kỳ có thể sử dụng Đĩa bay của Mỹ chống lại kẻ thù". Reber tiếp tục khuyến nghị rằng khi "... tình báo đã đệ trình bản Đánh giá Quốc gia về Đĩa bay, sẽ có thời gian và cơ sở cho một chính sách công để giảm bớt hoặc kiềm chế chứng rối loạn phân ly tập thể."
Ngay từ ngày 15 tháng 8, các nhà phân tích của CIA, dù đã có kết luận hoài nghi chung vẫn lưu ý, "Những vụ chứng kiến UFO được trình báo tại Los Alamos và Oak Ridge, tại thời điểm số lượng bức xạ nền tăng lên không thể giải thích được. Ở đây, chúng tôi đã hết những lời giải thích ngay cả "màu xanh da trời đằng kia" có thể thực hiện được, và, chúng tôi vẫn còn để lại một số báo cáo đáng kinh ngạc từ các nhà quan sát đáng tin cậy." Vào ngày 2 tháng 12 năm 1952, Trợ lý Giám đốc CIA Chadwell đã lưu ý, "Các báo cáo gần đây đến tay CIA chỉ ra rằng hành động tiếp theo là đáng mong muốn và một cuộc họp ngắn khác của nhân viên A-2 và ATIC có hiểu biết đã được tổ chức vào ngày 25 tháng 11. Tại thời điểm này, các báo cáo về các sự cố đã thuyết phục chúng tôi rằng có một sự việc đang diễn ra phải được chú ý ngay lập tức. Chi tiết về một số sự cố này đã được AD/SI thảo luận với DDCI. Việc nhìn thấy các vật thể không giải thích được ở độ cao lớn và di chuyển với tốc độ cao tại vùng lân cận các cơ sở quốc phòng lớn của Mỹ có bản chất đến mức chúng không được quy cho các hiện tượng tự nhiên hoặc các loại phương tiện bay đã biết".
Biên bản ngày 2 tháng 12 của Chadwell có dự thảo đề xuất cho NSC, đó là:
1. Giám đốc Tình báo Trung ương sẽ đề ra và thực hiện một chương trình hoạt động nghiên cứu và tình báo theo yêu cầu để giải quyết vấn đề nhận dạng tích cực tức thời vật thể bay không xác định.

2. Theo lệnh của Giám đốc Tình báo Trung ương, các cơ quan ban ngành chính phủ sẽ hỗ trợ trong chương trình tình báo và nghiên cứu này trong phạm vi năng lực của họ, tuy nhiên, DCI sẽ tránh trùng lặp các hoạt động hiện đang hướng đến giải pháp cho vấn đề này.

3. Nỗ lực này sẽ được phối hợp với lực lượng quân sự và Ban Nghiên cứu và Phát triển của Bộ Quốc phòng, với Ban Tâm lý và các cơ quan Chính phủ khác khi thích hợp.

4. Giám đốc Tình báo Trung ương sẽ phổ biến thông tin liên quan đến chương trình hoạt động tình báo và nghiên cứu trong lĩnh vực này cho các bộ phận và cơ quan có thẩm quyền được ủy quyền trong đó.""
Vào ngày 4 tháng 12 năm 1952, Ủy ban Cố vấn Tình báo đã đồng ý:
Giám đốc Tình báo Trung ương sẽ:

a. Tranh thủ sự phục vụ của các nhà khoa học được lựa chọn để xem xét và thẩm định các bằng chứng có sẵn dưới ánh sáng của những lý thuyết khoa học phù hợp.

b. Dự thảo và lưu hành cho IAC một NSCID được đề xuất, sẽ biểu thị IAC liên quan đến chủ đề và cho phép phối hợp với các bộ phận và cơ quan riêng biệt không thuộc IAC.
Từ biên bản IAC ngày 4 tháng 12 và các tài liệu CIA trước đó có vẻ rõ ràng rằng Ban Robertson là kết quả của khuyến nghị (a) của quyết định IAC nhưng đây là một phần của chương trình hành động có chủ đích rộng hơn nhằm cho phép nhận dạng tích cực nhanh chóng UFO từ góc độ phòng không (tức là xác định máy bay Liên Xô thực tế từ các hiện tượng tự nhiên hoặc các vật thể thông thường khác bị nhận dạng sai) và mong muốn giảm bớt báo cáo về UFO, được coi là làm tắc nghẽn các kênh liên lạc phòng không và tạo ra nguy cơ khai thác hiệu ứng này. Mối quan hệ giữa các khía cạnh rộng lớn hơn của các khuyến nghị của CIA và nghiên cứu của Viện Tưởng niệm Battelle, đỉnh cao là Báo cáo Đặc biệt số 14 của Blue Book, đã xác định một sự khác biệt có ý nghĩa thống kê giữa những 'ẩn số' và các báo cáo UFO về sau có thể được xác định, hoặc nhóm nghiên cứu được phép tham khảo trong một tài liệu của chính phủ Canada hoạt động từ đầu năm 1950 dưới sự chủ trì của Tiến sĩ Vannevar Bush, lúc đó là người đứng đầu Ủy ban Nghiên cứu và Phát triển Chung, để khám phá ra 'modus operandi' của UFO không được rõ ràng cho lắm.

## Ban Robertson
Ban Robertson lần đầu tiên gặp gỡ chính thức vào ngày 14 tháng 1 năm 1953 dưới sự chỉ đạo của Howard P. Robertson. Ông là một nhà vật lý, cố vấn CIA và là giám đốc của Nhóm Đánh giá Vũ khí Bộ Quốc phòng. Ông được OSI hướng dẫn tập hợp một nhóm các nhà khoa học lỗi lạc để xem xét hồ sơ UFO của Không quân. Để chuẩn bị cho việc này, trước tiên Robertson đã xem xét các hồ sơ và quy trình của Không quân. Không quân gần đây đã ủy quyền cho Viện Tưởng niệm Battelle nghiên cứu một cách khoa học tất cả các báo cáo về UFO được các Dự án Sign, Dự án Grudge và Dự án Blue Book thu thập. Robertson hy vọng sẽ rút ra kết quả thống kê của họ, nhưng Battelle khẳng định rằng họ cần nhiều thời gian hơn để thực hiện một nghiên cứu thích hợp. Các thành viên khác là những nhà khoa học đáng kính từng làm việc cho các dự án hoặc nghiên cứu quân sự tuyệt mật khác. Tất cả sau đó đã hoài nghi về các báo cáo về UFO, mặc dù ở các mức độ khác nhau. Ngoài Robertson ra, thành phần trong ban gồm:
- Luis Alvarez,  nhà vật lý, chuyên gia radar (và về sau nhận giải Nobel);
- Frederick C. Durant, nhân viên CIA, thư ký ban và chuyên gia tên lửa;
- Samuel Abraham Goudsmit, nhà vật lý hạt nhân của Phòng thí nghiệm Quốc gia Brookhaven
- Thornton Leigh Page, nhà vật lý thiên văn, chuyên gia radar, phó giám đốc Văn phòng Vận trù học Johns Hopkins;
- Lloyd Berkner, nhà vật lý
- J. Allen Hynek, nhà thiên văn học và nhà tư vấn cho Blue Book đã trình bày trước ban, nhưng không phải là thành viên chính thức.[15]

Hầu hết những gì được biết về quy trình thực tế của các cuộc họp đều đến từ các ghi chú của Durant, về sau được gửi lên dưới dạng biên bản cho NSC và thường được gọi là Báo cáo Durant. Ngoài ra, nhiều người tham gia sau đó sẽ bình luận về những gì đã diễn ra từ quan điểm của họ. Đại úy (sau này là Thiếu tá) Edward J. Ruppelt, khi đó là người đứng đầu Dự án Blue Book, lần đầu tiên tiết lộ sự tồn tại của ban bí mật này trong cuốn sách năm 1956 của mình, nhưng không tiết lộ tên của các thành viên trong ban.

### Cuộc họp không chính thức
Tiến sĩ Thornton Page về sau đã tuyên bố rằng các thành viên trong ban đã họp không chính thức trước các cuộc họp của ban chính, do 'không có người ngoài cuộc'. Trong cuộc họp này "H.P. Robertson đã nói với chúng tôi trong phiên họp riêng tư đầu tiên (không có người ngoài cuộc) rằng công việc của chúng tôi là giảm bớt sự quan tâm của công chúng, và cho thấy rằng các báo cáo về UFO có thể được giải thích bằng lý luận thông thường."  Điều này sẽ gợi ý rằng việc nộp lên ban và các kết luận tiếp theo của nó nên được coi là một phần của quá trình thực hiện các khuyến nghị về đánh giá của chính CIA về tình hình UFO.

### Các cuộc họp chính thức
Ban đã có bốn ngày họp chính thức liên tiếp. Tổng cộng, họ đã họp trong 12 giờ và xem xét 23 trường hợp trong số 2.331 trường hợp UFO của Không quân được ghi nhận (hoặc khoảng 1%), mặc dù Ruppelt đã viết rằng Ban nghiên cứu các trường hợp tốt nhất của họ.
Vào ngày đầu tiên, Ban đã xem hai bức ảnh sinh động về UFO: cảnh quay sự kiện UFO Mariana và Phim UFO Utah năm 1952 (bức sau được chụp bởi nhiếp ảnh gia hải quân Chuẩn úy Delbert C. Newhouse). Hai nhà phân tích ảnh và phim của Hải quân (Trung úy R.S. Neasham và Harry Woo) sau đó đã báo cáo kết luận của họ, dựa trên hơn 1.000 giờ phân tích, hai bộ phim mô tả các vật thể không phải là bất kỳ loại máy bay, sinh vật hay hiện tượng thời tiết nào được biết đến. Ruppelt sau này bắt đầu một bản tóm tắt những nỗ lực của Không quân liên quan đến các nghiên cứu UFO.
Vào ngày thứ hai, Ruppelt kết thúc phần thuyết trình của mình. Hynek bèn thảo luận về nghiên cứu của Battelle, và ban đã thảo luận với nhân viên Không quân về những vấn đề cố hữu trong việc theo dõi các vụ chứng kiến UFO. Sau đó cả ban đã xem một bộ phim nhựa về những con mòng biển, mà Thornton Page đã yêu cầu khi ban cảm thấy rằng bộ phim Tremonton Utah có lẽ phù hợp nhất để chỉ những con chim này.
Vào ngày thứ ba, Thiếu tá Không quân Dewey J. Fournet đã nói chuyện với ban. Trong hơn một năm, ông đã điều phối các vấn đề về UFO cho Lầu Năm Góc. Fournet ủng hộ giả thuyết ngoài Trái Đất là lời giải thích tốt nhất cho một số báo cáo về UFO khó hiểu. Trong phần còn lại của ngày thứ ba, ban đã thảo luận về kết luận của mình. Lloyd Berkner đã tham dự các cuộc họp của ban này lần đầu tiên vào chiều ngày thứ ba, thứ Sáu, ngày 16 tháng 1. Durant lưu ý rằng "đã đồng ý là vị Chủ tịch nên soạn thảo một báo cáo của Ban cho AD/SI vào tối hôm đó để Ban xem xét vào sáng hôm sau. Cuộc họp bế mạc lúc 17 giờ 15 phút".
Durant ghi lại rằng ban được tái lập vào sáng thứ bảy:
Vào lúc 9 giờ 45 phút, vị Chủ tịch đã khai mạc phiên họp thứ bảy và đệ trình bản thảo sơ bộ Báo cáo của Ban cho các thành viên. Dự thảo này đã được xem xét và phê duyệt trước đó bởi Tiến sĩ Berkner. Hai giờ rưỡi tiếp theo đã được sử dụng để thảo luận và sửa đổi dự thảo. Lúc 11 giờ, AD/SI đã tham gia cuộc họp và báo cáo rằng ông đã trình bày và thảo luận một bản sao của dự thảo cho Giám đốc Tình báo, USAF, với phản ứng thuận lợi...". Cuộc họp cuối cùng của ban đã diễn ra vào buổi chiều để hoàn thiện báo cáo.

### Kết luận và Báo cáo của Ban Robertson
Durant ghi lại:
"Ban đã kết luận nhất trí rằng không có bằng chứng về mối đe dọa trực tiếp đến an ninh quốc gia trong các vật thể được nhìn thấy".

"... họ không tìm thấy bất kỳ bằng chứng nào liên quan đến các vật thể nhìn thấy đối với những nhà du hành vũ trụ. Ông Fournet, trong bài trình bày của mình, cho thấy cách ông đã loại bỏ từng nguyên nhân được biết đến và có thể xảy ra của những vụ chứng kiến khiến ông trông có vẻ "ngoài hành tinh" như là điều duy nhất còn lại trong nhiều trường hợp. Fournet vốn xuất thân là một kỹ sư hàng không và nhân viên tình báo kỹ thuật (Nhân viên Dự án, BLUEBOOK trong 15 tháng) không thể xem nhẹ. Tuy nhiên, Ban không thể chấp nhận bất kỳ trường hợp nào được ông trích dẫn vì đây là những báo cáo thô, không có giá trị. Những lời giải thích trên mặt đất về những vụ chứng kiến đã được đề xuất trong một số trường hợp và trong những trường hợp khác, thời gian nhìn thấy quá ngắn tạo nên sự nghi ngờ về ấn tượng thị giác"
Liên quan đến hai cuốn phim được ban này xem xét:
Ban đã nghiên cứu những cuộn phim này, lịch sử trường hợp, diễn giải của ATIC và nhận được một cuộc họp ngắn của đại diện Phòng thí nghiệm Diễn giải Ảnh USN về phân tích phim của họ. Đội ngũ này đã dành (theo yêu cầu của Không quân) khoảng 1000 giờ thời gian chuyên nghiệp và nghiệp dư trong việc chuẩn bị đồ thị dựng lên các khung riêng lẻ của bộ phim, cho thấy chuyển động rõ ràng và tương đối của vật thể và sự thay đổi cường độ ánh sáng của chúng. Đó là ý kiến của đại diện P.I.L. rằng các vật thể nhìn thấy không phải là chim, bóng bay hay máy bay, "không phải là phản xạ vì không có chớp mắt khi đi qua 60 độ vòng cung" và do đó, "tự phát sáng." Đồ thị chuyển động và sự thay đổi cường độ ánh sáng của các vật thể đã được hiển thị. Trong khi các Thành viên của Ban bị ấn tượng bởi sự nhiệt tình rõ ràng, ngành công nghiệp và mức độ nỗ lực của nhóm P.I.L., họ không thể chấp nhận kết luận đạt được. Một số lý do cho việc này là như sau:

a. Một vật thể hình bán cầu có thể dễ dàng tạo ra sự phản chiếu ánh sáng mặt trời mà không "chớp mắt" qua 60" hành trình vòng cung.

b. Mặc dù không có dữ liệu về "suất phản chiếu" của chim hoặc bóng bay polyetylen bằng ánh sáng mặt trời, nhưng các chuyển động, kích thước và độ sáng rõ ràng của các vật thể được xem xét mạnh khi gợi ý đến các loài chim, đặc biệt là sau khi Ban xem một đoạn phim ngắn cho thấy độ phản xạ cao của hải âu trong ánh mặt trời sáng chói.

c. P.I.L. mô tả các vật thể được nhìn thấy có "hình tròn, màu trắng xanh" sẽ được mong đợi trong các trường hợp phản xạ ánh sáng mặt trời từ các bề mặt lồi là nơi mà độ sáng chói của sự phản chiếu sẽ che khuất các phần khác của vật thể.

d. Các vật thể trong trường hợp Great Falls được cho là có thể là máy bay và ánh sáng rực rỡ phản xạ như vậy.

e. Không có lý do chính đáng nào cho nỗ lực liên quan đến các vật thể trong vụ chứng kiến Tremonton với trường hợp Great Falls. Điều này có thể là do sự hiểu lầm trong chỉ thị của họ. Các vật thể trong trường hợp Great Falls bị nghi ngờ mạnh mẽ là sự phản chiếu của máy bay được biết là đã ở trong khu vực.

f. Sự thay đổi cường độ trong ánh sáng Tremonton là quá lớn để chấp nhận giả thuyết của P.I.L. cho rằng chuyển động rõ ràng và cường độ thay đổi của những ánh đèn cho thấy tốc độ cực cao trong các đường quỹ đạo nhỏ.

g. Rõ ràng thiếu sự hướng dẫn của các nhà điều tra bởi những người quen thuộc với báo cáo và giải thích U.F.O..

h. Phân tích cường độ ánh sáng của các vật thể được làm từ bản sao thay vì phim gốc. Bộ phim gốc được ghi nhận là có nền sáng hơn nhiều (ảnh hưởng đến độ sáng tương đối của vật thể) và các vật thể có vẻ kém sáng hơn nhiều.

i. Phương pháp thu thập dữ liệu cường độ ánh sáng xuất hiện bị lỗi do không phù hợp với thiết bị và các giả định đáng ngờ trong việc đưa ra mức trung bình của ý kiến.

j. Không có dữ liệu nào thu được về độ nhạy của phim Kodachrome với ánh sáng thuộc nhiều cường độ khác nhau khi sử dụng cùng loại máy ảnh ở cùng một khe hở của ống kính.

k. Các tần số "jitter" bằng tay (có thể đạt được từ phần đầu của phim Tremonton) đã không bị xóa khỏi các biểu đồ chứa "các ô chuyển sang duy nhất" ở cuối phim.

 
Ban tin tưởng mạnh mẽ rằng dữ liệu có sẵn trong trường hợp này là đủ để nhận dạng tích cực nếu có đưa thêm dữ liệu bằng cách chụp ảnh bóng bay "gối" polyetylen được phát hành gần địa điểm trong điều kiện thời tiết tương tự, kiểm tra đặc điểm bay và phản xạ của chim với các nhà nghiên cứu chim ưng có thẩm quyền và tính toán rõ ràng lực "G" tác động lên các vật thể từ những dấu vết rõ ràng của chúng. Ban đưa ra kết luận rằng kết quả của các vụ thử nghiệm như vậy có thể sẽ dẫn đến giải thích đáng tin cậy về giá trị trong một chương trình giáo dục hoặc đào tạo."
Trong khi kết luận không có giá trị khoa học nào trong các báo cáo UFO và rằng không có bằng chứng nào về mối đe dọa trực tiếp đối với an ninh quốc gia, ban lưu ý:
"Các Thành viên của Ban đã đồng ý với ý kiến của O/SI rằng, mặc dù bằng chứng về bất kỳ mối đe dọa trực tiếp nào từ những lần nhìn thấy này là hoàn toàn thiếu sót, những nguy hiểm liên quan cũng có thể tồn tại do:

a. Nhân viên quốc phòng nhận dạng sai các hiện vật thực tế của kẻ thù.

b. Quá tải các kênh báo cáo khẩn cấp với thông tin "sai lệch" ("tỷ lệ nhiễu từ tiếng ồn đến tín hiệu" tương tự—Berkner).

c. Sự chủ quan của công chúng đối với chứng cuồng loạn tập thể và dễ bị tổn thương hơn đối với chiến tranh tâm lý của kẻ thù có thể xảy ra. " 
Ngoài một loạt các đề xuất về kỹ thuật và tài nguyên được cải thiện cho Blue Book, Ban đã kết luận rằng một mặt nên thực hiện một chiến dịch giáo dục công cộng để cải thiện việc đào tạo cho các nhân viên có liên quan trong việc xác định các hiện tượng trên không khác nhau và:

"(M)ục đích "hạ bệ" này sẽ làm giảm sự quan tâm của công chúng đối với "đĩa bay" mà ngày nay gợi lên một phản ứng tâm lý mạnh mẽ. Giáo dục này có thể được thực hiện bằng các phương tiện truyền thông đại chúng như truyền hình, phim điện ảnh và các bài báo phổ biến. Cơ sở của giáo dục như vậy sẽ là lịch sử trường hợp thực tế đã gây hoang mang lúc đầu nhưng về sau được giải thích. Như trong trường hợp thủ thuật kết hợp, sẽ có ít sự kích thích hơn nếu "bí mật" được biết đến. Một chương trình như vậy sẽ có xu hướng làm giảm tính dễ dãi hiện tại của công chúng và do đó họ dễ bị dính vào lối tuyên truyền thù địch khôn khéo. Ban lưu ý rằng sự vắng mặt chung của kiểu tuyên truyền Nga dựa trên một chủ đề với rất nhiều khả năng khai thác rõ ràng có thể chỉ ra một chính sách chính thức khả dĩ của Nga.... Ban đã nhận thức được sự tồn tại của các nhóm như "Điều tra viên Đĩa bay Dân sự" (Los Angeles) và "Tổ chức Nghiên cứu Hiện tượng Không trung (Wisconsin). Người ta tin rằng các tổ chức như vậy nên được theo dõi vì khả năng rất lớn gây ảnh hưởng đến suy nghĩ đại chúng của họ nếu các trường hợp quan sát lan rộng xảy ra. Sự thiếu trách nhiệm rõ ràng và việc sử dụng các nhóm như vậy cho mục đích hạ bệ nên được lưu tâm đến."

### Khuyến nghị của Ban Robertson
Các khuyến nghị chính thức của hội thảo tập trung chủ yếu vào các khía cạnh giáo dục hoặc "hạ bệ" trong phần kết luận của họ:
" 1. Theo đúng yêu cầu của Trợ lý Giám đốc Tình báo Khoa học, Ban Tư vấn Khoa học được ký tên dưới đây đã họp để đánh giá mọi mối đe dọa có thể xảy ra đối với an ninh quốc gia do Vật Thể Bay Không Xác Định ("Đĩa Bay") và đưa ra khuyến nghị. Ban đã nhận được bằng chứng như được trình bày bởi các cơ quan tình báo có hiểu biết, chủ yếu là Trung tâm Tình báo Kỹ thuật Hàng không, và đã xem xét lựa chọn các sự cố được ghi chép tốt nhất.
 
2. Theo kết quả cân nhắc của mình, Ban _kết luận_:

a. Việc các bằng chứng được đưa ra về Vật Thể Bay Không Xác Định cho thấy không có dấu hiệu nào là những hiện tượng này tạo thành mối đe dọa vật lý trực tiếp đối với an ninh quốc gia.

Chúng tôi tin chắc rằng không có phần dư thừa nào tồn tại trong các trường hợp chỉ ra Hiện tượng có thể quy cho các di vật ngoại lai có khả năng hành động thù địch, và không có bằng chứng nào về hiện tượng cho thấy cần phải sửa đổi các khái niệm khoa học hiện tại.

3.Ban thêm vào _kết luận_:

a. Việc nhấn mạnh liên tục vào báo cáo về những hiện tượng này, trong những thời điểm tệ hại này, dẫn đến một mối đe dọa đối với hoạt động có trật tự của các cơ quan bảo vệ thể chế chính trị.

Chúng tôi trích dẫn như các ví dụ về việc tắc nghẽn các kênh liên lạc bằng các báo cáo không liên quan, nguy cơ bị dẫn dắt bởi các báo động sai lầm tiếp tục bỏ qua các dấu hiệu thực sự của hành động thù địch, và việc nuôi dưỡng một tâm lý quốc gia bệnh hoạn trong đó tuyên truyền thù địch khéo léo có thể gây ra hành vi cuồng loạn và đánh mất lòng tin tai hại vào nghĩa vụ cấu thành thẩm quyền.

4. Nhằm tăng cường hiệu quả nhất các cơ sở quốc gia để nhận ra kịp thời và xử lý thích hợp các chỉ dẫn thực sự về hành động thù địch và giảm thiểu những nguy cơ đồng thời được nêu lên ở trên, Ban khuyến nghị:

a. Rằng các cơ quan an ninh quốc gia thực hiện các bước ngay lập tức để loại bỏ Vật Thể Bay Không Xác Định về trạng thái đặc biệt mà chúng đã được trao cho và lớp hào quang bí ẩn mà chúng không may có được;

b. Các cơ quan an ninh quốc gia phải đưa ra các chính sách về tình báo, đào tạo và giáo dục công cộng được thiết kế để chuẩn bị bảo vệ vật chất và tinh thần của đất nước nhằm nhận ra kịp thời nhất và phản ứng hiệu quả nhất với các dấu hiệu thực sự của ý định hoặc hành động thù địch.

Chúng tôi đề xuất rằng các mục tiêu này có thể đạt được bằng một chương trình tích hợp được thiết kế để trấn an công chúng về việc thiếu bằng chứng của các thế lực thù địch đằng sau hiện tượng này, nhằm đào tạo nhân viên nhận biết và từ chối các chỉ dẫn sai lạc một cách nhanh chóng và hiệu quả, và tăng cường các kênh thông thường nhằm đánh giá và phản ứng kịp thời với chỉ định thực sự các biện pháp thù địch."

## Kết quả
Nhà sử học Gerald Haines lưu ý  rằng:
"Sau phát hiện của ban Robertson, Cơ quan đã từ bỏ nỗ lực soạn thảo một NSCID về UFO. Ban Tư vấn Khoa học về UFO (ban Robertson) đã đệ trình báo cáo lên IAC, Bộ trưởng Quốc phòng, Giám đốc Cục Quản lý Phòng vệ Dân sự Liên bang và Chủ tịch Ủy ban Tài nguyên An ninh Quốc gia. Các quan chức CIA cho biết không xem xét thêm về chủ đề này có vẻ được bảo đảm, mặc dù họ vẫn tiếp tục theo dõi những vụ nhìn thấy vì lợi ích của an ninh quốc gia. Philip Strong và Fred Durant từ OSI cũng đã thông báo cho Văn phòng Dự toán Quốc gia về những phát hiện này. Các quan chức CIA muốn có kiến thức về bất kỳ mối quan tâm nào của Cơ quan này đối với vấn đề đĩa bay bị hạn chế cẩn thận, lưu ý rằng không chỉ báo cáo của ban Robertson được xếp loại mật mà còn bất kỳ đề cập nào về việc CIA tài trợ cho ban đều bị cấm...".
Trong những năm sau Ban Robertson, một loạt các quy định quân sự đặc biệt đã được đưa ra để điều chỉnh báo cáo về những vụ chứng kiến UFO. Đó là Ấn phẩm Joint-Army-Navy-Air Force Publication 147 (JANAP 146) tháng 12 năm 1953 và sửa đổi năm 1954 của Quy chế Không quân 200-2 (AFR 200-2) trong đó đưa ra các hình phạt đáng kể đối với quân đội và một số nhân viên dân sự, vì công bố trái phép thông tin liên quan đến những vụ chứng kiến UFO.
Cuốn sách năm 1956 của Ruppelt nhan đề Report On Unidentified Flying Objects chứa đựng thông tin được phát hành công khai đầu tiên về Ban Robertson, với bản tóm lược quy trình và kết luận của họ. Cuốn sách của Ruppelt không bao gồm tên của các thành viên trong Ban, cũng như bất kỳ chi nhánh tổ chức hoặc chính phủ nào.

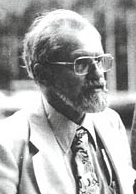
Cố vấn Ban Robertson J. Allen Hynek

Năm 1958, Ủy ban Điều tra Quốc gia về Hiện tượng Không trung (NICAP), một nhóm nghiên cứu UFO dân sự, đã yêu cầu Không quân công bố báo cáo của ban. Không quân đã phát hành ba đoạn tóm tắt và tên của các thành viên của ban. Năm 1966, một phiên bản gần như đầy đủ của báo cáo đã được in trong chuyên mục khoa học của tờ Saturday Review.
Ý kiến của Hynek đã thay đổi trong những năm sau đó, đến nỗi, ông đã trở thành tiếng nói đáng kính về mặt khoa học của ngành UFO học. Ông than thở rằng Ban Robertson đã "biến chủ đề về UFO không được coi trọng về mặt khoa học và trong gần 20 năm không có đủ sự chú ý đến đối tượng để có được loại dữ liệu cần thiết ngay cả để quyết định bản chất của hiện tượng UFO."
Theo lời Swords, báo cáo của Ban Robertson có tác động đáng kể lên toàn bộ Chính phủ Mỹ, làm giảm đáng kể mức độ quan ngại về hiện tượng UFO trong cộng đồng quân sự và tình báo đã phát triển trong năm 1952.

### Sự chỉ trích về kết luận của Ban Robertson
Một số lời chỉ trích nhắm vào Ban Robertson. Cụ thể là nghiên cứu về hiện tượng của ban là tương đối chiếu lệ và kết luận của nó phần lớn được xác định trước bởi đánh giá của CIA trước đây về tình hình UFO.